# À pied, à cheval et en Spoutnik
Pour plus de détails, voir Fiche technique et Distribution.
À pied, à cheval et en Spoutnik est un film français en noir et blanc. Cette comédie burlesque, réalisée par Jean Dréville, est sortie en 1958.

## Synopsis
Un accident d'auto rend amnésique Léon Martin (Noël-Noël). Marguerite Martin (Denise Grey) est allée chez sa fille à Paris, car celle-ci accouche. Alors que Léon est en convalescence à la campagne, un conteneur parachuté atterrit à son insu dans son jardin. Son chien Friquet, disparu deux ans auparavant, lui apparaît peu après, sous l'œil dubitatif de Marie (Pauline Carton), la gouvernante.
Ramenant Friquet à la maison, M. Martin chasse sans succès une souris blanche et son chien refuse de manger la pâtée qu'il lui propose. Lorsque Dédé, un jeune ami, actionne dans le jardin la sonnette de son vélo, Friquet se met à manger et la souris – qu'il a prénommée Marguerite, comme sa femme – vient l'accompagner sans que le chien la chasse. Marie hurle en voyant la souris et se sauve. Le maire (Noël Roquevert), alerté par Dédé et par la gouvernante, avertit les autorités soviétiques de la présence du chien et de la souris.
Martin se retranche sur le toit de sa maison, puis il est capturé. Il est reçu en grande pompe, avec sa femme, à l’ambassade soviétique. Ils se rendent sur le lieu de décollage du Spoutnik. Martin va le visiter, après un premier décollage raté. À la suite d'une fausse manœuvre, le Spoutnik décolle, avec Martin, le professeur (Misha Auer) et les animaux. Ils atterrissent en URSS. Martin est fêté, avec le professeur, par un grand défilé militaire. Sa femme et lui disent au revoir aux Soviétiques. Rentrés en avion, ils ont une panne d’auto en allant à leur maison de campagne. Ils sont remorqués, chien inclus, par un homme à cheval.

## Fiche technique
- Titre : À pied, à cheval et en spoutnik
- Réalisateur : Jean Dréville, assisté de Louis Pascal, Claude Vital
- Scénario : Jean-Jacques Vital
- Adaptation et Dialogue : Robert Rocca, Jacques Grello, Noël-Noël
- Décors : Serge Pimenoff, assisté de Jacques Brizzio et Claude Moesching
- Photographie :  André Bac
- Opérateur : Raymond Letouzey, assisté de Roland Paillas et Valéry Ivanov
- Musique : Paul Misraki (éditions : Impéria)
- Orchestre sous la direction de Jacques Métehen
- Montage :  Jean Feyte, assisté de Jacqueline Givord
- Son : Pierre Henri Goumy, assisté de Urbain Loiseau et Fernand Janisse
- Production : Jean-Jacques Vital, Régina S.A, Filmsonor S.A
- Chef de production : Jean-Jacques Vital, Pierre Bochart
- Directeur de production : Louis Masure
- Distribution : Cinédis
- Tournage du 8 avril au 14 juin 1958, dans les studios Eclair
- Enregistrement sur Western-Electric - Société Optiphone
- Tirage : Laboratoire Eclair à Epinay-sur-Seine
- Pays :  France
- Format : 35 mm, Noir et blanc
- Genre : Comédie burlesque
- Durée : 94 minutes
- Date de sortie :
- France - 9 septembre 1958
- Visa d'exploitation : 20.777

## Distribution
- Noël-Noël : Léon Martin
- Denise Grey : Marguerite Martin, sa femme
- Darry Cowl : Hubert, le Délégué du Gouvernement
- Robert Lombard : L'adjudant
- Nathalie Nerval : Dina, l'interprète
- Francis Blanche : Chazot
- Mischa Auer : Le professeur Papov
- Pauline Carton : Marie, la gouvernante des Martin
- Noël Roquevert : le maire
- Sophie Daumier : Mireille Martin, leur fille
- Claude Darget : le speaker télé
- Harry Max : le docteur
- Constantin Nepo : l'ambassadeur d'URSS
- Serge Nadaud : Safanof, l'attaché culturel
- Gil Vidal : Paul de Grandlieu, le mari de Mireille
- Jacques Cathy : Boulganine
- Patrick Duran : Dédé, le fils Chazot
- Lucien Guervil : le gendarme
- Henri Coutet : Un villageois
- Louis Bugette : Le représentant de la prévention routière
- Jean-Jacques Vital : Le radio-reporter
- Jacques Seiler : Un CRS
- Robert Vattier : l'inspecteur
- Jean Lanier : Un journaliste
- Jacques Bertrand : Un garde du corps
- Jacques Préboist : Un villageois
- Michel Thomass
- Victor Tcherniavsky
- Jack Ary
- Lucien Frégis
- Emile Riandreys
- Yves Le Mouellic
- Renée Dennys
- Victor Tabournot
- Rodolphe Marcilly
- Maurice Devienne
- Lil Carina

## Autour du film
- À pied, à cheval et en Spoutnik est une fausse suite de À pied, à cheval et en voiture. Il reprend Noël-Noël et Denise Grey dans le rôle du couple Martin. Mais l'esprit des deux films, qui n'ont ni les mêmes scénaristes, ni les mêmes dialoguistes, est très différent.
- Le premier satellite artificiel, Spoutnik (« compagnon ») avait été lancé le 4 octobre 1957.
- Les trucages sont étonnants pour un film de cette époque.
- Misha Auer (1905-1967), de son vrai nom Misha Ounskovski, né à Saint-Pétersbourg, était un acteur américain de théâtre et de cinéma d'origine russe. Le meilleur exemple de ses compositions reste le faux-vrai (!) prince russe du film burlesque déjanté américain Hellzapoppin (de H.C. Potter en 1941). Si les 60 films (dont Monsieur Arkadin en 1955 d'Orson Welles) qu'il a tournés sont de niveaux très inégaux, son visage à la fois sympathique et inquiétant les a tous marqués.
- Jacques Grello et Robert Rocca (dialogues), étaient des chansonniers des années 1950-1960, connus en particulier pour leurs prestations au célèbre cabaret Le Caveau de la République à Paris, mais aussi pour leur émission télévisée dominicale La Boîte à sel.
- Existe en DVD (René Chateau Vidéo)